# Doudou Masta
Pour les articles homonymes, voir Doumbia et Masta.
Doudou Masta, de son vrai nom Mamadou Doumbia, né le 26 février 1971 à Vitry-sur-Seine, dans le Val-de-Marne, est un rappeur et acteur français.

## Biographie
Ayant grandi dans la cité des Combattants à Vitry-sur-Seine, Doudou Masta débute très tôt sa carrière artistique. En 1986, il fait partie du groupe de danse hip hop Atomic Breakers avec notamment Sulee B Wax. Vers 14-15 ans, il se lance dans l'écriture et la musique rap avant de rejoindre le groupe de rap Timide et sans complexe. Il rejoint le Mouvement Authentique, collectif de rappeurs se retrouvant à Châtillon avec EJM, New Generation MC, Little MC ou Lionel D, et il passe sur Radio Nova dans l'émission précurseure Deenastyle. Timide et sans complexe sort un premier album en 1992 (Lyrics Explicites) et un second en 1995 (Psychose) ainsi qu'un maxi avec EJM et No One Is Innocent (Antipolitique).
En 1995, il co-fonde avec (OJ Blade et Keedj Kendall) le collectif : Boogotop.
De 2000 à 2002, il est la voix d'antenne de la station Fun Radio. 
En 2006, il se lance dans une carrière d'acteur, principalement dans des rôles de personnages sombres.
Il s'essaie également au doublage : il double Vin Diesel dans Babylon A.D., performance mal accueillie par la presse spécialisée et le public. Il prête sa voix pour un épisode de la série Les Lascars. Depuis 2017, il est la voix régulière du personnage de Doomfist dans les jeux vidéo et courts-métrages d'animation Overwatch.
Doudou Masta participe au cinquième anniversaire de la chaine MCS à la Gaîté-Lyrique de Paris le 17 décembre 2012. En 2014, il joue dans la série télévisée  Léo Matteï, Brigade des mineurs, diffusée sur TF1 .

## Discographie

### Albums studio
- 1998 : Trop Loin (maxi)
- 2002 : Mastamorphoze

### Albums collaboratifs
- 1992 : Lyrics Explicites (avec Timide et Sans Complexe)
- 1994 : Le Feu Dans Le Ghetto (EP) (avec Timide et Sans Complexe)[7]
- 1995 : Psychose (avec Timide et Sans Complexe)

### Apparitions
- 1991 : Main dans la main (avec Original MC & Doc Sky sur l'album Le 21ème siècle des Original MC)
- 1995 : Antipolitique (avec Doc Sky, E.J.M & No One Is Innocent sur le maxi Antipolitique)
- 2002 : Yeah Yeah Yeah (Ophélie Winter avec Doudou Masta sur l'album Explicit Lyrics)

## Filmographie

### Cinéma
- 2009 : Micmacs à tire-larigot de Jean-Pierre Jeunet : Chef des rebelles/L'émissaire africain
- 2009 : La Sainte Victoire de François Favrat : Doudou Djemba
- 2009 : La Horde de Yannick Dahan et Benjamin Rocher : Bola
- 2010 : Le Mac de Pascal Bourdiaux : Slim
- 2010 : African Gangster de Jean-Pascal Zadi : Yaya
- 2011 : Case départ de Lionel Steketee, Fabrice Éboué et Thomas Ngijol : Chef des Nèg' Marrons
- 2012 : Les Kaïra de Franck Gastambide : Organisateur concert évènement
- 2012 : À votre bon cœur, mesdames de Jean-Pierre Mocky : Le marabout
- 2013 : La Grande Boucle de Laurent Tuel : Âme Strong
- 2014 : Être ou ne pas être de Laetitia Masson : Homme casting
- 2016 : La Fine Équipe de Magaly Richard-Serrano : Rial
- 2017 : Épouse-moi mon pote de Tarek Boudali : Daoud
- 2020 : Tout simplement noir de Jean-Pascal Zadi : un membre de la Brigade anti-négrophobie
- 2022 : Ténor de Claude Zidi Jr. : le frère de Samia

### Télévision
- 2007 : La Commune : Housmane Daoud
- 2010 : Le Troisième Jour de Bernard Stora : Bouba
- 2011 : Les Beaux Mecs de Gilles Bannier : Dialo
- 2011 : Rani de Arnaud Sélignac : Gabriel, dit l'Ange noir
- 2013-2016 : Léo Matteï, Brigade des mineurs : Commandant Lemeur
- 2013 : Lazy Company : Nemesis
- 2013 : Fais pas ci, fais pas ça : le rappeur (saison 6, épisode 6)
- 2014 :  La Douce empoisonneuse de Bernard Stora : Zak
- 2015-2016 : Braquo (saison 4) : Kasari
- 2017 : Nina : Gérard Bordin (saison 3, épisode 6)
- 2018 : Guépardes : Jimmy aka J2M
- 2020 : La Révolution (Netflix) : Oka
- 2021 : Carrément Craignos de Jean-Pascal Zadi : Lionel (2 épisodes)
- 2021 : VTC (série)
- 2023 : HPI (saison 3, épisode 5 « Froid de canard » de Vincent Jamain et épisode 8 « Kikeriki » de Djibril Glissant) : David Diallo
- 2024 : HPI (saison 4, épisode 3 et 8) : David Diallo
- 2024 : Astrid et Raphaëlle (saison 5, épisode 6) : Oswaldo Johnson

### Courts-métrages
- 2009 : Toi-même tu sais de J.G Biggs pour l'Inpes
- 2013 : Madwolf : Robin origins de Geoffrey Bisiaux : Batman / Bruce Wayne

### Clips
- 2006 : Raekwon feat. Mink - Rap Killers de J.G Biggs
- 2008 : Kery James - XY de Mathieu Kassovitz

## Doublage

### Films
- 2006 : Arthur et les Minimoys : le chef Massaï (Jean Bejote Njamba)
- 2008 : Babylon A.D. : Hugo Cornelius Toorop (Vin Diesel)
- 2023 : Donjons et Dragons : L'Honneur des voleurs : Gorg (Spencer Wilding)

### Films d'animation
- 2008 : Madagascar 2 : Moto Moto[8]
- 2022 : Le Chat potté 2 : La Dernière Quête : le Loup / la Mort[9]
- 2024 : Le Robot sauvage : Cactus l'ours[10]

### Jeux vidéo
- 2017 : Overwatch : Doomfist
- 2022 : Overwatch 2 : Doomfist
- 2024 : World of Warcraft : Voix additionnelles, PNJ terrestres

### Publicités
- 2007 : World of Warcraft : Mister T (lui-même)
- 2024 : 8.6 (publicité radio) : chant[11]